# Робинхуд (Мисисипи)
Робинхуд (енгл. Robinhood) насељено је место без административног статуса у америчкој савезној држави Мисисипи.

## Демографија
По попису из 2010. године број становника је 1.605.
| Група             | 2000.    | 2010.         |
| Белци             | 0 (0,0%) | 1.474 (91,8%) |
| Афроамериканци    | 0 (0,0%) | 32 (2,0%)     |
| Азијати           | 0 (0,0%) | 3 (0,2%)      |
| Хиспаноамериканци | 0 (0,0%) | 65 (4,0%)     |
| Укупно            | 0        | 1.605         |